# Харино (Череповецкий район)
Харино — деревня в Череповецком районе Вологодской области.
Входит в состав Югского сельского поселения (с 1 января 2006 года по 8 апреля 2009 года входила в Домозеровское сельское поселение), с точки зрения административно-территориального деления — в Домозеровский сельсовет.
Расстояние по автодороге до районного центра Череповца — 29 км, до центра муниципального образования Нового Домозерова — 4 км. Ближайшие населённые пункты — Якушево, Старое Домозерово, Новое Домозерово.
По данным переписи в 2002 году постоянного населения не было.